# Cathédrale de la Résurrection de Tokyo
Cette  cathédrale ne doit pas être confondue avec une autre cathédrale de Tokyo.
 D’autres cathédrales portent le nom de cathédrale de la Résurrection.
La cathédrale de la Résurrection (en japonais : ニコライ堂) est une cathédrale orthodoxe située à Tokyo.